# Nhà hóa học

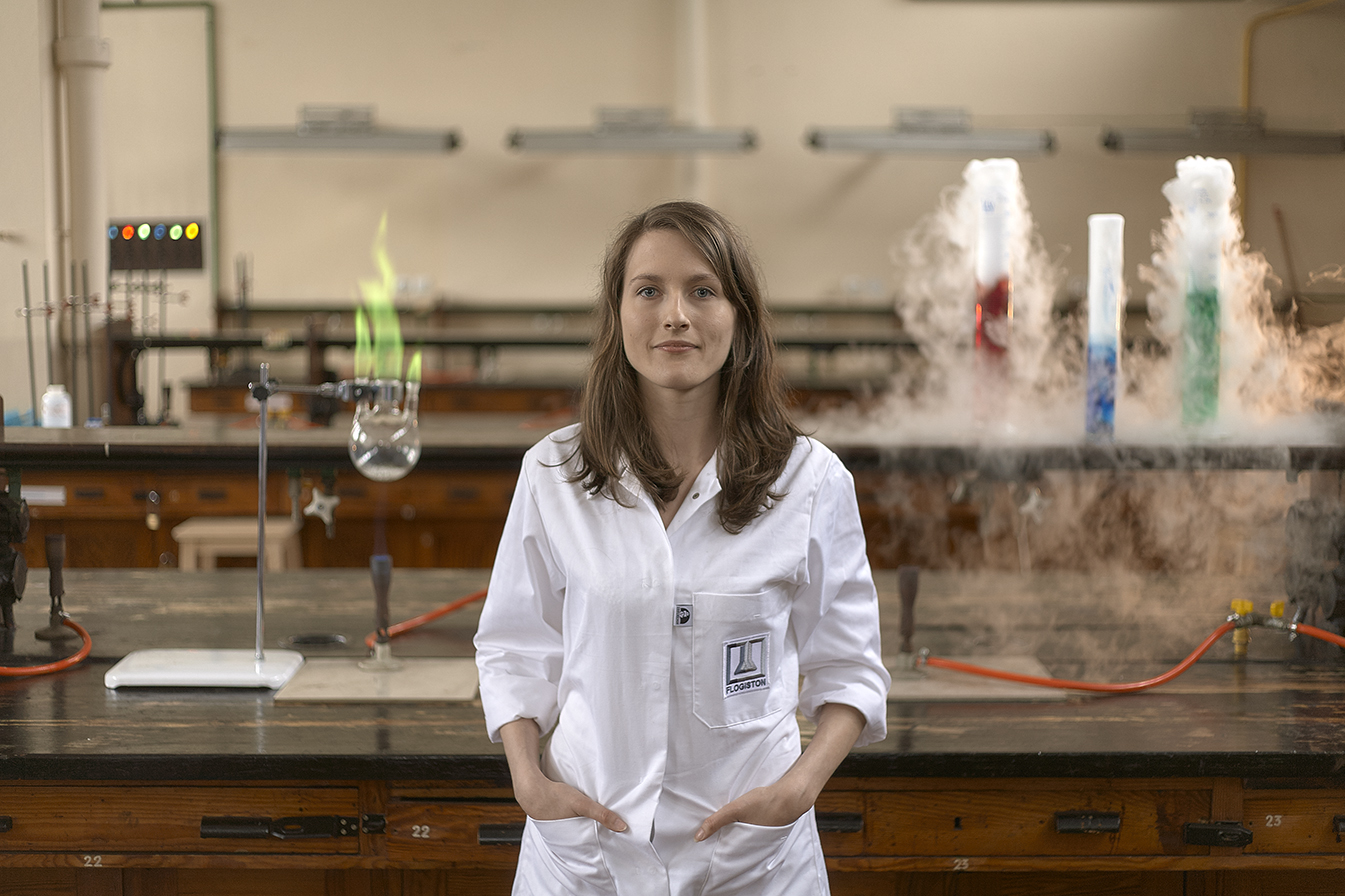
Một chuyên viên hóa học trong phòng thí nghiệm

Nhà hóa học là một nhà khoa học chuyên môn về lĩnh vực hóa học - tính chất và thành phần các chất hóa học, nghiên cứu các chất mới; góp phần nâng cao kiến thức cho nhân loại. Các nhà hóa học làm việc tại các trường đại học với chức vụ như giáo sư, nhà nghiên cứu hoặc trong các phòng thí nghiệm của các nhà máy xí nghiệp.
Dưới đây là danh sách một số các nhà hóa học nổi tiếng:

## A
- Emil Abderhalden - Đức (1877-1950)
- Richard Abegg - Đức (1869-1910)
- Svante Arrhenius - Thụy Điển (1859-1927)
- Amedeo Avogadro - Ý (1776-1856)
- Phan Trần Thiên An-Việt Nam(2006)

## B
- Claude Louis Berthollet Pháp (1748-1822)
- Jöns Jakob Berzelius - Thụy Điển (1779-1848)
- Carl Bosch - Đức (1872-1940)
- Johannes Nicolaus Brønsted - Đan Mạch (1879-1947)
- Henri Braconnot - Pháp (1780-1855)
- Robert Wilhelm Bunsen - Đức (1811-1899)
- Eduard Buchner - Đức (1860-1917)

## C
- Melvin Calvin - Hoa Kỳ (1911-1997)
- Henry Cavendish - Anh (1731-1810)
- Marie Curie (Maria Skłodowska-Curie) - Ba Lan, Pháp (1867-1934)
- Pierre Curie - Pháp (1859-1906)
- Robert Curl - Hoa Kỳ (1933-)

## D
- John Dalton - Anh (1766-1844)
- Henrik Carl Peter Dam - Đan Mạch (1895-1976)
- Humphry Davy - Anh (1778-1829)
- Peter Debye - Hà Lan (1884-1966)
- Sir James Dewar - Scotland (1842-1923)
- Otto Diels - Đức (1876-1954)
- Edward Doisy - Hoa Kỳ (1893-)
- Jean Baptiste Dumas - Pháp (1800-1884)

## E
- Paul Ehrlich - Đức (1854-1915)
- Manfred Eigen - Đức (1927-)
- Arthur Eichengrün - Đức (1867-1949)
- Emil Erlenmayer - Đức (1825-1909)
- Richard R. Ernst - Thụy Sĩ (1933-)
- Hans von Euler-Chelpin - Thụy Điển (1873-1964)

### F
- Michael Faraday - Anh (1791-1867)
- Hermann Emil Fischer - Đức (1852-1919)
- Hans Fischer - Đức (1881-1945)

## G
- Thomas Graham - Scotland (1805-1869)
- Francois Auguste Victor Grignard - Pháp (1871-1935)
- Victor Goldschmidt - Thụy Sĩ (1888-1947)

## H
- Fritz Haber - Đức (1868-1934)
- Otto Hahn - Đức (1879-1968)
- Odd Hassel - Na Uy (1897-1981)
- Charles Hatchett - Anh (1765-1847)
- George de Hevesy - Hungary (1885-1966)
- Roald Hoffmann - Ba Lan, Hoa Kỳ (1937-)
- Jaroslav Heyrovský - Tiệp Khắc (1890-1967)

## K
- Paul Karrer - Thụy Sĩ (1889-1971)
- Harold Kroto - Anh (1939)
- Richard Kuhn - Đức (1900-1967)
- Nguyễn An Khoa-Việt Nam(2006) Khoa тюльпаны

## L
- Irving Langmuir - Hoa Kỳ (1851-1957)
- Antoine Lavoisier - Pháp (1743-1794)
- Yuan T. Lee - Đài Loan (1936-)
- Gilbert N. Lewis - Hoa Kỳ (1875-1946)
- Henri Louis le Chatelier - Pháp (1850-1936)
- Willard Libby - Hoa Kỳ (1908-1980)

## M
- Vladimir Vasilevich Markovnikov - Nga (1838-1904)
- Lise Meitner - Áo (1878-1968)
- Dmitri Ivanovich Mendeleev - Nga (1834-1907)
- Lothar Meyer - Đức (1830-1895)
- Jacques Monod - Pháp (1910-1976)
- Robert S. Mulliken - Hoa Kỳ (1896-1986)

## N
Alfred Nobel - Thụy Điển (1833-1896)
Lê Minh Nhựt - Việt Nam
(2007-)

## O
- Lars Onsager - Na Uy (1903-1976)
- Wilhelm Ostwald - Đức (1853-1932)

## P
- Paracelsus - Thuỵ Sĩ (1493-1541)
- Louis Pasteur - Pháp (1822-1895)
- Linus Pauling - Hoa Kỳ (1901-1994)
- John A. Pople - Anh, Hoa Kỳ (1925-2004)
- Fritz Pregl - Áo (1869-1930)
- Vladimir Prelog - Croatia (1906-1998)
- Ilya Prigogine - Bỉ (1917-2003)

## R
- William Ramsay - Scotland (1852-1916)
- Henri Victor Regnault- Pháp (1810-1878)
- Tadeus Reichstein - Ba Lan (1897-1996)
- Ellen Swallow Richards - Hoa Kỳ (1842-1911)
- Leopold Ruzicka - Croatia (1887-1976)

## S
- Paul Sabatier - Pháp (1854-1941)
- Carl Wilhelm Scheele - Thụy Điển (1742-1786)
- Glenn T. Seaborg - Hoa Kỳ (1912-1999)
- Nikolay Nikolayevich Semyonov - Nga-Xô viết (1896-1986)
- K. Barry Sharpless - Hoa Kỳ (1941-)
- Frederick Soddy - Anh (1877-1956)
- Wendell Meredith Stanley - Hoa Kỳ (1904-1971)
- Alfred Stock - Đức (1876-1946)
- Theodor Svedberg - Thụy Điển (1884-1971)

## U
- Harold C. Urey - Hoa Kỳ (1893-1981)

## V
- J. H. van 't Hoff - Hà Lan (1852-1911)
- Artturi Ilmari Virtanen - Phần Lan (1895-1973)

## W
- Johannes Diderik van der Waals - Hà Lan (1837-1923)
- Alfred Werner - Đức (1866-1919)
- Heinrich Otto Wieland - Đức (1877-1957)
- Friedrich Woehler - Đức (1800-1882)
- William Hyde Wollaston - Anh (1766-1828)
- Robert B. Woodward - Hoa Kỳ (1917-1979)
- Kurt Wüthrich - Thụy Sĩ (1938-)
- Charles Adolphe Wurtz - Pháp (1817-1884)

## Y
- Sabir Yunusov - Xô viết (1909-1995)

### Z
- Ahmed H. Zewail - Ai Cập (1946-2016)